# Hydrogonium croceum
Hydrogonium croceum là một loài rêu thuộc họ Pottiaceae. Loài này được (Brid.) Jan Kučera mô tả khoa học năm 2013.